# Oscar Alin
Oscar Josef Alin (Falun, 22 de dezembro de 1846 – Estocolmo, 31 de dezembro de 1900) foi um historiador e político sueco.

## Biografia
Alin nasceu em Falun. Em 1872, completou seu doutorado e tornou-se professor de ciência política e, em 1882, professor skytteanus de Governo e Eloquência na Universidade de Upsália. Como professor skytteanus sucedeu Vilhelm Erik Svedelius, a quem também seguiu na inspetoria Västmanland-Dalarna Nation da universidade. Em setembro de 1888, foi eleito membro da primeira câmara do Riksdag, onde se uniu ao partido conservador protecionista, sobre a qual, desde o início, exerceu grande autoridade. Retirou-se do Riksdag em 1899, para se tornar rector magnificus da universidade. Como historiador, Alin é mais lembrado.
Faleceu aos 54 anos no dia 31 de dezembro de 1900, véspera de ano novo, na cidade de Estocolmo.

## Obras selecionadas
Entre suas numerosas obras as seguintes são especialmente dignas de nota:
- Bidrag till svenska rådets historia under medeltiden (Upsala 1872)
- Sveriges historia, 1511-1611 (Estocolmo, 1878)
- Bidrag till svenska statskickets historia (Estocolmo, 1884-1887)
- Den svensk-norsk unionen (Estocolmo, 1889-1891), o melhor livro sobre a união da Suécia e Noruega do ponto de vista sueco"
- Fjerde artiklen af fredstraktaten i Kiel (Estocolmo, 1899)
- Carl Johan och Sveriges yttre politik, 1810-1815 (Estocolmo, 1899)
- Carl XIV Johan och rikets ständer, 1840-1841 (Estocolmo, 1893)
- Svenska riksdagsakter, 1521-1554 (Estocolmo, 1887), em conjunto com Emil Hildebrand
- Sveriges grundlagar (Estocolmo, 1892)